# Эллисон, Джеймс
Джеймс Эллисон (англ. James P. Allison; род. 7 августа 1948) — американский иммунолог, специалист по иммунотерапии рака, нобелевский лауреат (2018). Доктор философии, член Национальных Академии наук (1997) и Медицинской академии (2007) США, профессор Онкологического центра им. М. Д. Андерсона Техасского университета.
Лауреат Нобелевской премии по медицине и физиологии 2018 года за «открытие терапии онкологических заболеваний путём ингибирования негативной иммунной регуляции» — совместно с Тасуку Хондзё, а также многих других престижнейших отличий.

## Биография
Окончил Техасский университет в Остине (бакалавр микробиологии, 1969), где в 1973 году также получил степень доктора философии по биологическим наукам. Работал в Мемориальном онкологическом центре имени Слоуна — Кеттеринга, Корнеллском университете, являлся исследователем Медицинского института Говарда Хьюза и профессором иммунологии в Калифорнийском университете в Беркли, в котором также возглавлял лабораторию онкологических исследований. С 2012 года профессор и заведующий кафедрой иммунологии в Онкологическом центре им. М. Д. Андерсона Техасского университета, содиректор его Института иммунотерапии рака Паркера.
Директор научно-консультативного совета Cancer Research Institute.
В 2001—2002 годах президент Американской ассоциации иммунологов (American Association of Immunologists), член её Совета с 1996 по 2003 год.
Член Американской академии искусств и наук (2017) и фелло Академии Американской ассоциации исследований рака (2014), а также Американской ассоциации содействия развитию науки (2006).
Член редколлегий ряда журналов, в частности Cell, Journal of Clinical Investigation, Immunity (journal), являлся обзорным редактором Science.
Автор более 250 рецензированных статей по иммунотерапии рака в ведущих научных журналах.

## Награды
Удостоен более 60 наград и различных отличий.
- 2005 — Премия Вильяма Коли
- 2008 — American Association of Immunologists[англ.]-Dana Foundation[англ.] Award in Human Immunology Research[5]
- 2011 — Gabbay Award[англ.]
- 2011 — American Association of Immunologists Lifetime Achievement Award[англ.]
- 2013 — AACR-CRI Lloyd J. Old Award in Cancer Immunology[англ.]
- 2014 — Международная премия Гайрднера[8]
- 2014 — Премия Харви[9]
- 2014 — Премия за прорыв в области медицины[10]
- 2014 — Премия Луизы Гросс Хорвиц
- 2014 — Премия Тан
- 2014 — Премия Мэссри
- 2014 — Премия Сент-Дьёрди за прогресс в исследовании рака[англ.]
- 2015 — Премия Ласкера-Дебейки по клиническим медицинским исследованиям[11]
- 2015 — Премия Пауля Эрлиха и Людвига Дармштедтера[нем.] (совместно с К. Джуном)
- 2015 — Passano Award[нем.] одноимённого фонда
- 2015 — Science of Oncology Award, Американское общество клинической онкологии (ASCO[англ.])[12]
- 2015 — Pezcoller Foundation-AACR International Award for Extraordinary Achievement in Cancer Research
- 2017 — Премия Вольфа по медицине
- 2017 — Премия Бальцана соответствующего международного фонда (совместно с Р. Шрайбером)[13]
- 2017 — BBVA Foundation Frontiers of Knowledge Award
- 2017 — Премия Фонда Уоррена Алперта[англ.]
- 2017 — Sjöberg Prize[англ.]
- 2017 — Warren Triennial Prize, Massachusetts General Hospital
- 2018 — Медаль Джесси Стивенсон-Коваленко
- 2018 — Международная премия короля Фейсала
- 2018 — Премия Пола Янссена за биомедицинское исследование[англ.]
- 2018 — Премия медицинского центра Олбани
- 2018 — Нобелевская премия по физиологии или медицине
- 2018 — Highly Cited Researcher[14]
- 2019 — Медаль Бенджамина Франклина Института Франклина
- 2019 — Harvey Lecture[нем.] [15]